# 10BaseS
10BaseS, 10Base-S oder Long Reach Ethernet ist der Name für eine proprietäre Datenübertragungstechnik, die eine Datenübertragungsrate von 10 Mbit/s (10Base) über eine gewöhnliche Telefonleitung (Subscriber line) erreicht. Sie wurde bis 2003 hauptsächlich durch Infineon vermarktet und hatte außerhalb Asiens keine größere Verbreitung gefunden.

## Hintergrund der Entwicklung
Zum Zeitpunkt der Entwicklung von 10BaseS waren die häufigsten Verkabelungen in Netzen Koaxialkabel und Cat. 5, wobei Koaxialkabel nicht mehr für Neuinstallationen empfohlen wurde.
Daten wurden über diese Kabel in den meisten Fällen mit Hilfe des Ethernet-Protokolls als 10BASE2 (Koax) oder 10BASE-T übertragen. Die Übertragungsrate betrug gewöhnlich 10 Mbit/s, wobei die Kabellänge je nach verwendetem Standard auf 100 m (10BASE-T) bis 185 m (10BASE2) begrenzt war.
Eine Verbindung von Netzen, die physisch mehr als 100 m Distanz aufwiesen, gestaltete sich damit schwierig. Wurde DSL verwendet, so waren die erreichten Datenraten weit von denen der angeschlossenen Netze entfernt. Wurde auf die volle Datenrate Wert gelegt, so musste eine 10BASE-x-Leitung verlegt und (bei Kupferkabeln) Verstärkerstationen betrieben werden, was den Preis für eine solche Leitung in die Höhe trieb.
Zweiadrige Telefonleitungen waren hingegen meistens verfügbar und konnten in einer Vermittlungsstelle einfach verbunden werden.
Die Motivation für die Entwicklung von 10BaseS war somit, über existierende Leitungen die volle Datenrate eines 10-Mbit/s-Ethernet übertragen zu können.

## Technische Merkmale
Wie die Namensgebung bereits andeutet, besteht hinsichtlich der technischen Merkmale eine Ähnlichkeit zu 10BASE-T. So ermöglicht 10BaseS genau wie 10BASE-T eine transparente Punkt-zu-Punkt-Verbindung zur Übertragung von Ethernet-Paketen über Kupferkabel. Anstatt Twisted-Pair-Kabel wird jedoch eine gewöhnliche Telefonleitung verwendet, die laut Spezifikation bis zu 1.200 m lang sein darf.
Für die Datenübertragung wird für jede Übertragungsrichtung ein eigenes Frequenzband verwendet. Die Frequenzbänder sind so gewählt, dass über dieselbe Leitung zusätzlich herkömmliche Sprachtelefonate (POTS) geführt werden können. Als Modulationsverfahren wird wie bei DSL Quadraturamplitudenmodulation (QAM) verwendet. Über Kupferdoppeladern wird eine maximale symmetrische Datenrate von brutto 13/13 Mbit/s (netto 10/10 Mbit/s) erreicht.
Bei den meisten Implementierungen von 10BaseS ist im Modem bereits ein Splitter integriert, so dass keine separaten Baugruppen wie in Anfangszeiten des DSL notwendig sind.

## Weitere Informationen
10BaseS wurde im Jahre 2000 von Infineon auf der SuperComm-2000-Konferenz in Atlanta vorgestellt. Entwickelt wurde die Technik von der israelischen Firma Savan Communications Ltd., die im April 2000 vollständig von Infineon übernommen wurde.
Verbreitung fand 10BaseS hauptsächlich in Asien. Es wird mittlerweile immer mehr von VDSL, insbesondere von VDSL2, das höhere Datenraten bietet und weiter verbreitet ist, verdrängt.
Cisco vertrieb auf 10BaseS basierende Lösungen unter der Bezeichnung Long Reach Ethernet.
Savan Communications hatte bei der Entwicklung von 10BaseS mit 3Com zusammengearbeitet. Die Patente, die 3Com auf die Technik anmeldete, wurden im Jahr 2003 an Infineon verkauft.
10BaseS ist seit dem 21. Mai 2002 beim HABM für die Firma Infineon Technologies AG als europäische Gemeinschaftsmarke eingetragen. (Nummer 001711712)